# Christian Hess (Maler)

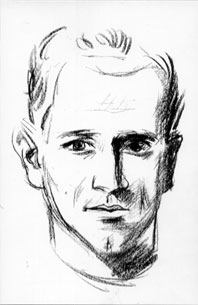
Christian Hess, Selbstporträt, 1921

Louis Christian Hess, Künstlername Alois Anton Hess (* 24. Dezember 1895 in Bozen; † 26. November 1944 in Schwaz) war ein österreichischer Maler und Bildhauer der Neuen Sachlichkeit in den 1920er Jahren.

## Leben und Werk
Christian Hess besuchte in Innsbruck, wohin er 1905 mit seiner Familie umgezogen war, das Gymnasium und nach dem Tod des Vaters 1908 die Staatsgewerbeschule. 1912 begann er an zwei Lehrstellen zu lernen: einmal in einer Glasmalerei in Innsbruck und parallel dazu in einer Keramikwerkstatt in Bruneck. Seine erste eigene Ausstellung hatte er 1915 in Innsbruck. 1916 wurde er zum Militärdienst eingezogen. Er nahm in der Folgezeit an den Schlachten an der Somme und Verdun teil und ihm wurde am 19. März 1917 der Orden Pour le Mérite verliehen. Während des Krieges zeichnete er Vorlagen für Weihnachtskarten.
Nach dem Ersten Weltkrieg studierte er an der Akademie der Bildenden Künste in München bei Carl Johann Becker-Gundahl. Im darauffolgenden Kollektiv „Ausstellung Junger Münchner“ im Jahr 1921 stellt er in der Gemäldegalerie St. Martinus in München gemeinsam mit Florian Bosch, Adolf Hartmann, Siegfried Kühnel, Georg Liebhardt, Josef Nickl, Eugen Siegler, Bernhard Therhorst und den Bildhauern Lothar Dietz und Benno Miller aus. Er war in der Folgezeit an mehreren Gemeinschaftsausstellungen beteiligt und erhielt Stipendien für Auslandsreisen. Nach Abschluss seines Studiums zog er 1924 nach Wien, wo er sich der Porträtmalerei widmete. Es folgten weitere Auslandsreisen, unter anderem zu seiner Schwester Emma nach Sizilien. Diese Reisen fanden deutlich Widerhall in seinen Werken, insbesondere die sizilianischen Landschaften inspirierten ihn. Nach seiner Rückkehr nach München arbeitete er seit 1928 in einem kleinen Atelier in der Theresienstraße. Er schloss sich 1929 der Bewegung der Juryfreien an und stellt unter anderem im Münchner Glaspalast aus. Darüber hinaus entwarf Hess Muster für Gobelins, die für die Dekoration des Salons des Dampfers Europa bestimmt waren. Die Zeitschrift Jugend verwendete im April 1929 sein Werk Fischer mit roter Weste, das er auf der Münchener Secession ausgestellt hatte, als Titelbild. Es folgten weitere Ausstellungen in unterschiedlichen Städten. Christian Hess widmete sich in dieser Zeit auch der Wandmalerei. Beim Brand des Münchner Glaspalastes am 6. Juni 1931 wurden auch Werke von Christian Hess zerstört. Für die Künstler, deren Gemälde beim Brand zerstört oder in Mitleidenschaft gezogen wurden, wurde eine Sonderschau im Deutschen Museum organisiert. Die Folge 35 der Zeitschrift  im Jahr 1931 verwendete sein Gemälde Am Wasser als Titelmotiv.
Ab 1931 waren die Juryfreien und damit auch Christian Hess in politische Auseinandersetzungen mit rechten Gruppen wie den Braunhemden verwickelt. Christian Hess wurde bei einer Schlägerei in diesem Zusammenhang verletzt. Als 1933 die Juryfreien aufgrund ihrer linken Konzeption von der Auflösung bedroht waren, wanderte Christian Hess nach Sizilien aus. 1934 heiratete er dort die Schweizerin Cecile Faesy und zog mit ihr in deren Heimatland. Dort beschäftigte er sich unter anderem mit Theaterregie und Szenographie und schnitzte auch Marionettenköpfe. 1936 trennte er sich von seiner Ehefrau und zog wieder nach Sizilien um, wo er sich mit neuen Maltechniken beschäftigte. 1938 erfolgte die Scheidung. Christian Hess wechselte noch mehrmals die Länder und kehrte 1939 trotz der politischen Verhältnisse nach Deutschland zurück. Dort wurde er 1940 zu einem zivilen Arbeitsdienst eingezogen und der Post zugeteilt. Er erkrankte schwer und es folgten längere Krankenhausaufenthalte. Am 26. November 1944 kam Christian Hess bei einem Bombenangriff in Schwaz ums Leben. Er wurde auf dem Westfriedhof in Innsbruck beigesetzt.

## Rezeption
Hess gehört zu den wichtigsten Tiroler Künstlern, die seit 1920 den Weg vom formellen Expressionismus zur Neuen Sachlichkeit beschritten. Der Kritiker Wilhelm Hausenstein schrieb in „Aus meinem Kunstnotizbuch“: „Die Juryfreie entpuppt sich schon als eine sehr vielversprechende Künstlergruppe. Nehme Notiz derweilen von Christian Hess, Josef Scharl, Fritz Burkhardt, Graßmann, Panizza und den Bildhauern Spengler und Zeh.“ Zahlreiche Museen, wie das Tiroler Landesmuseum Innsbruck, das Stadtmuseum Bozen, das Museion in Bozen sowie die Galleria d’Arte Moderna in Palermo besitzen heute Werke von Christian Hess.

## Werkliste (Auswahl)
- Fensternische mit Krug, 1920.
- Neptun, 1927.
- Baronesse mit Schleier, 1925.
- Pompei, 1926.
- Sizilianische Frauen, 1927.
- Balkon in Sizilien, 1928.
- Konzertprobe, 1928.
- Frau in Gelb, 1928.
- Rot-schwarze Häuser, 1928.
- Rastende Maurer, 1928.
- Der rote Stuhl, 1929.
- Der schwarze Hut, 1930.
- Der Schachspieler, 1931.
- Das Sonnenbad, 1931.
- Bei der Modistin, 1932.
- Zwei Modelle, 1932.
- Frau im Spiegel, 1932.
- Mädchen in den Mohnblumen, 1932.
- Wagen dritter Klasse
- Dieb und Polizist
- Der Wahrsager, 1933.
- Frauen von Messina, 1933.
- Selbstporträt auf dem Boot, 1933.
- Stillleben mit Zeitung und Taube auf der Terrasse, 1933.
- Stillleben am Fenster, 1934.
- Kleine Terrasse, 1934.
- Fischer von Taormina
- Wie eine Göttin, 1942.

## Ausstellungen (Auswahl)
- Turn und Taxishof Galerie, Innsbruck, 1915.
- Ausstellung Junger Münchner – Graphische Kunstwerkstätten, Gruppenausstellung 1920, Katalog von Georg Jakob Wolf
- Gemäldegalerie St. Martinus, München, Ausstellung Junger Münchner, Gruppenausstellung, 1921.
- Tiroler Künstler in München, Kunstverein München, Gruppenausstellung, 1926
- Münchener Kunstausstellung im Glaspalast – Münchener Secession, Gruppenausstellung, 1927.
- Ausstellung des Deutschen Künstler Verbandes AUFBAU e.V. Gruppenausstellung, 1928.
- Münchener Kunstausstellung im Glaspalast – Münchener Secession, Gruppenausstellung 1929–1930
- Juryfreie, Gruppenausstellung 1931, nach Brand des Glaspalastes im Deutschen Museum
- Skulpturen im Lenbach-Haus, München, 1931
- Retrospektive im Kunstverein München, 1977, Katalog von Hans Eckstein
- Tiroler Landesmuseum Ferdinandeum, Einzelausstellung, 1976
- Rabalderhaus Schwaz und Stadtmuseum Bozen, Einzelausstellung, 2008–2009
- Stadtmuseum Bruneck, Einzelausstellung, 2011